# Флурьо
Флу̀рьо (на норвежки: Florø) е град в северозападната част на южна Норвегия. Разположен е на брега на Норвежко море във фюлке Согн ог Фьоране. Главен административен център е на община Флура. Намира се на около 350 km на северозапад от столицата Осло. Основан е през 1860 г. Има пристанище. Корабостроене, нефтена база, улов на херинга. Население от 8296 жители според данни от преброяването през 2007 г.